# Gneu Gel·li
Gneu Gel·li (en llatí: Gnaeus Gellius) va ser un historiador romà del segle ii aC, contemporani dels germans Gracs. Formava part de la Gens Gèl·lia, una família d'origen samnita poc rellevant. Com a historiador, forma part dels anomenats annalistes.
Va ser autor d'una història de Roma de la seva fundació almenys fins al 145 aC. Va dedicar molt d'espai en la seva obra a recollir les llegendes connectades amb l'origen del poble romà i de Roma. El relat, conservat molt fragmentàriament, era més extens que el de Titus Livi, i sembla que el formaven 97 llibres. Dionisi d'Halicarnàs en recull fragments i el cita com a font precisa, detallada i molt acurada en història antiga. També l'esmenten altres autors, com Ciceró, Plini el vell, Aulus Gel·li, Censorí, Servi Maure Honorat i Macrobi, però no pas Titus Livi.
Sembla que, com a magistrat, solament assolí el càrrec de monetal (batedor de moneda), que ocupà el 138 aC.